# Expédition Cassard
Guerre de Succession d'Espagne
Batailles
Campagnes de Flandre et du Rhin
- Landau (1702)
- Friedlingen (1702)
- Kehl (1703)
- Ekeren (1703)
- Höchstädt (1703)
- Spire (1703)
- Schellenberg (Donauworth) (1704)
- Blenheim (1704)
- Landau (1704)
- Vieux-Brisach (1704)
- Eliksem (1705)
- Ramillies (1706)
- Stollhofen (1707)
- Cap Béveziers (1707)
- Cap Lizard (1707)
- Audenarde (1708)
- Wynendaele (1708)
- Lille (1708)
- Gand (1708)
- Malplaquet (1709)
- Douai (1710)
- Bouchain (1711)
- Denain (1712)
- Bouchain (1712)
- Douai (1712)
- Landau (1713)
- Fribourg (1713)

Campagnes d'Italie
- Carpi (1701)
- Chiari (1701)
- Crémone (1702)
- Luzzara (1702)
- Verceil (1704)
- Cassano (1705)
- Nice (1705-1706)
- Calcinato (1706)
- Turin (1706)
- Castiglione (1706)
- Toulon (1707)
- Gaeta (1707)
- Cesana (1708)
- Syracuse (1710)

Campagnes d'Espagne et de Portugal
- Cadix (1702)
- Vigo (navale 1702)
- Cap de la Roque (1703)
- Gibraltar (août 1704)
- Ceuta (1704) (es)
- Málaga (1704)
- Gibraltar (1704-1705)
- Marbella (1705)
- Montjuïc (1705)
- Barcelone (1705)
- Badajoz (1705)
- Barcelone (1706)
- Murcie (1706) (es)
- El Albujón (1706) (es)
- Santa Cruz de Ténérife (1706) (en)
- Almansa (1707)
- Xàtiva (1707)
- Ciudad Rodrigo (1707) (en)
- Lérida (1707)
- Tortosa (1708)
- Minorque (1708)
- Gudiña (1709)
- Almenar (1710)
- Saragosse (1710)
- Brihuega (1710)
- Villaviciosa (1710)
- Barcelone (1713-1714)

Campagnes de Hongrie
- Saint-Gotthard (1703) (en)
- Biskupice (1704) (en)
- Smolenice (1704) (en)
- Koroncó (1704) (en)
- Zsibó (1705) (en)
- Saint-Gotthard (1705) (en)
- Trenčín (1708) (en)

Antilles et Amérique du sud
- Santa Marta (1702)
- Guadeloupe (1703)
- Nassau (1703)
- Colonia del Sacramento (1704)
- Carthagène (1708)
- Rio (1710)
- Carthagène (1711)
- Rio (1711)
- Cassard (1712)

L'expédition Cassard est une expédition menée par le capitaine français Jacques Cassard en 1712, pendant la guerre de Succession d'Espagne. Partie de Toulon à la tête d'une flotte de huit vaisseaux, emportant 3 000 marins et 1 200 soldats, l'escadre française lance une série de raids sur les îles portugaises du Cap-Vert, sur les îles anglaises de Montserrat et Antigua dans les Indes occidentales et sur les établissements coloniaux néerlandais en Amérique du Sud, Suriname, Berbice et Essequibo. Elle met les voiles ensuite en direction de l'île néerlandaise de Saint-Eustache, et parvient également, avec plus de difficulté cette fois, à prendre le contrôle de Curaçao, le principal établissement néerlandais dans les Caraïbes. Plusieurs des îles et des établissements attaqués choisiront de payer une rançon afin d'éviter les pillages ; décisions qui s'avéreront vaines car Cassard ordonnera quand même à ses hommes de piller les places vaincues.

## Expédition
Le 2 décembre 1711, il obtient du roi le commandement d'une escadre de trois vaisseaux et de cinq frégates et embarque une expédition durant laquelle il pille des colonies britanniques, néerlandaises et portugaises au Cap-Vert et dans les Caraïbes. Pendant vingt-sept mois, il pille et rançonne des navires ennemis. Il s'empare notamment du fort de Praia sur l'île de Santiago au Cap-Vert

« Il ruina complètement Santiago, entrepôt du commerce des Portugais avec la côte occidentale d'Afrique. Il y fit un si grand butin, à ce que disent les Mémoires du temps, que, pour ne pas surcharger son escadre, il dut en abandonner une partie, qu'on évalua à plus d'un million de francs. »

Il fait escale à la Martinique pour réparations, et dépose les butins enlevés au Cap-Vert. Les flibustiers de Saint-Domingue qui n'avaient pas oublié ses actions pendant le siège de Carthagène viennent le trouver et demandent à se joindre à lui. À la tête d'une petite flotte, il s'empare des îles anglaises de Montserrat et d'Antigua avant de se diriger vers les possessions néerlandaises de Suriname qu'il assiège et qu'il prend. Le gouverneur de la place lui propose de racheter l'établissement, ce que Cassard accepte et fixe le montant de la rançon à 2 400 000 livres. 
Après avoir également mis à contribution Berbice et Askebe (ou Essequibo), deux autres établissements de la Guyane néerlandaise, Cassard rentre encore une fois à la Martinique, sous les acclamations des colons français, émerveillés de voir s'accumuler dans leur port tant de richesses enlevées aux ennemis de la patrie. Mais Cassard ne devait pas s'en arrêter là et il met les voiles vers l'île de Saint-Eustache, appartenant également aux Néerlandais, qu'il rançonne de la même manière que les établissements du Suriname.
Enfin, il se met en tête d'attaquer Paramaribo et Curaçao,. Curaçao, était un établissement plus considérable et plus riche, que les précédents, mais également bien mieux défendu. Cette expédition dans les Antilles est un succès total ; et, après une nouvelle escale à la Martinique, il rentre en France avec un butin estimé à dix millions de livres. Les exploits de Jacques Cassard lui vaudront d'être fait chevalier de Saint-Louis à son retour en France.